# Kinyarubabi
Kinyarubabi är ett periodiskt vattendrag i Burundi.   Det ligger i provinsen Ruyigi, i den östra delen av landet, 120 kilometer öster om huvudstaden Bujumbura.
Omgivningarna runt Kinyarubabi är en mosaik av jordbruksmark och naturlig växtlighet. Runt Kinyarubabi är det ganska tätbefolkat, med 155 invånare per kvadratkilometer.